# Évry-Courcouronnes
Évry-Courcouronnes é uma comuna francesa na região administrativa da Ilha de França, no departamento de Essonne. Estende-se por uma área de 12.70 km². Em 2010 a comuna tinha 67 591 habitantes (densidade: 5 322,1 hab./km²).
Foi criada em 1 de janeiro de 2019, formada pela fusão, nessa data, das comunas de Évry e Courcouronnes.

## Transporte
O território da comuna de Évry-Courcouronnes é atravessado por duas linhas ferroviárias utilizadas pelos trens da linha D do RER e é servida diretamente por três estações localizadas na comuna:
- a estação de Évry-Val-de-Seine, localizada na chamada linha de la Vallée (trecho da linha de Villeneuve-Saint-Georges a Montargis);
- as estações de Évry-Courcouronnes - Centre e Bras de Fer - Évry - Génopole, localizadas na chamada linha du Plateau (trecho da linha de Grigny a Corbeil-Essonnes).